# Eublemma cochylioides
Espèce
Synonymes
- Micra cochylioides Guenée, 1852
- Micra rosita Guenée, 1852
- Thalpochares phoenissa Lederer, 1855
- Micra derogata Walker, 1858
- Thalpochares calida Staudinger, 1894
- Porphyrinia confuscata Warren, 1913

Eublemma cochylioides est une espèce d'insectes de l'ordre des lépidoptères (papillons), de la famille des Noctuidae.
On le trouve dans l'ancien monde jusqu'aux îles du Pacifique. Son envergure est d'environ 20 mm et ses chenilles ont été observées sur des plantes du genre Elephantopus et sur Prenanthes spinosa.